# 1.ª División (Ejército Popular de la República)
La 1.ª División fue una de las divisiones del Ejército Popular de la República que se organizaron durante la guerra civil española sobre la base de las Brigadas Mixtas. Estuvo desplegada en el frente de la sierra de Guadarrama.

## Historial
La división fue creada el 31 de diciembre de 1936 a partir de las fuerzas milicianas del sector de Somosierra que mandaba el teniente coronel Enrique Jurado Barrio. Su cuartel general se encontraba en Loyozuela. La unidad guarnecía el sector secundario de El Escorial, por lo que la 1.ª División no intervino en ninguna operación militar destacada, limitándose a labores de fortificación y pequeñas escaramuzas. Desapareció al final de la guerra, en marzo de 1939.

## Mandos
Comandantes
- teniente coronel Enrique Jurado Barrio;[3]
- teniente coronel Fernando Cueto Herrero;[n. 1]
- comandante de infantería Ernesto Güemes Ramos;
- mayor de milicias Dionisio Hortelano Hortelano;[5]
- mayor de milicias Raimundo Calvo Moreno;[6]
- mayor de milicias Juan Sáez de Diego;

Comisarios
- Alberto Barragán López, del PSOE;
- Victorio Casado Fernández, del PSOE;

Jefes de Estado Mayor
- comandante de carabineros Rafael Quintana Vilches;

## Orden de batalla
| Fecha             | Cuerpo de Ejército adscrito | Brigadas Mixtas integradas | Frente de batalla |
| ----------------- | --------------------------- | -------------------------- | ----------------- |
| Diciembre de 1936 | I Cuerpo de Ejército        | 26.ª, 27.ª y 28.ª          | Centro            |
| Diciembre de 1937 | I Cuerpo de Ejército        | 26.ª y 27.ª                | Centro            |
| Abril de 1938     | I Cuerpo de Ejército        | 26.ª, 27.ª y 28.ª          | Centro            |
| Noviembre de 1938 | I Cuerpo de Ejército        | 26.ª y 27.ª                | Centro            |